# Örök vadászmezők
Az Örök vadászmezők (eredetiben: happy hunting ground, azaz boldog vadászmező) az Egyesült Államokban élő őslakosokhoz köthető túlvilági fogalom. A kifejezés nagy valószínűséggel a brit gyarmatosítóktól származik, akik egyes törzsek túlvilágról alkotott fogalmát próbálták értelmezni. 

## Eredete
A "boldog vadászmezők" (happy hunting-grounds) kifejezés először 1823-ban jelent meg James Fenimore Cooper Bőrharisnya című klasszikus regényében.
Ideje már, hogy a delawarok nagy Kigyója a boldog vadászmezőket keresse föl.
1911-ben Charles Eastman (1858 – 1939) sziú származású orvos azt írta, hogy a kifejezés "modern és valószínűleg kölcsönvett, vagy a fehér ember találta ki"  Ahogy az amerikai őslakosok számos törzse mind egyedi kultúrával és hitvilággal bírt és bír, a halál utáni életről alkotott elképzeléseik sem azonosak. Példának okáért a síksági sziú törzs tagjai szerint a holtak a Szellemvilágban élnek tovább, amely sokban hasonlít a földi életre, azonban sokkal boldogabb: a Szellemvilágban mindenki sátorban lakik, nincs éhség, szomjúság, vagy betegség. A holtak minden napjukat mulatsággal töltik: játékkal, tánccal és énekléssel. A szintén síksági sájen törzs hagyományosan úgy tartja, a holtak lelkeinek lakhelye a Tejúton áthaladva található. Ezen a helyen mind a teremtőjük által vezetett közösségben élnek, ahol korábbi életükhöz hasonlóan töltik napjaikat, többek közt vadászattal és halászattal. Mindkét népcsoport világnézete megegyezik abban, hogy a hitvány életet élő szellemek sorsa céltalan bolyongás, esetenként a földre kísértetként való visszatérés, mivel eltévednek a túlvilágra vezető úton. 
A mohikán törzs, amelyben J. F. Cooper hőse, Csingacsguk is tartozik, a történelmi feljegyzések szerint letelepedett életmódot folytatott, azaz a közösségek hosszúházakat építettek és földet műveltek. Ebből kifolyólag - noha szintén elmaradhatatlan része volt mindennapjaiknak - kevésbé valószínű, hogy a túlvilágról alkotott képzetüket a vadászat határozta volna meg. 